# Gira hispanoportuguesa de Liszt
La gira hispanoportuguesa de Liszt tuvo lugar de octubre de 1844 a abril de 1845. Fue realizada principalmente para pagar el monumento de Beethoven en Bonn.

## Desarrollo
Lo cierto es que el tour hispanoportugués que daría comienzo en octubre de 1844 y concluiría en abril del 1845, fue un factor que impulsó notoriamente la imagen pública de Franz Lizst,  por lo que dicho compositor estaba prácticamente enamorado de Iberia. En una carta al gran duque Charles Alexandre de 1 de enero de 1845, Franz Liszt se refiere a España como “este país donde, hasta la fecha, ningún artista de algún valor se había aventurado” En consecuencia, Franz Liszt se sentía un pionero de España, y era consciente de todo lo que le podría aportar a su estatus social y artístico el hecho de dar una gira por gran parte de España. Más no era este el único factor detonante, además se propuso ejecutar la gira por otros factores, como la recaudación de fondos para un monumento a Beethoven en Bonn además de la ruptura con D’Agoult y las motivaciones genéricas que le movieron durante su Glanzzeit o máximo esplendor.
Su ruta fue bastante completa; empezando su gira por la ciudad de Madrid, donde pudo interactuar con miembros de la alta sociedad, así como con grandes músicos. Aquí pues es donde Franz Liszt tiene la oportunidad de conocer a Isabel II de España, quien le compensará con obsequios (la cruz supernumeraria de Carlos III y un alfiler de brillantes “de valor de mil duros”) por sus nueve actuaciones públicas.
Tras mes y medio en la corte, decide cambiar de rumbo hacia el sur de la Península. A lo largo de su camino, con el objetivo de llegar a Cádiz, realiza varias paradas; una en Córdoba (España), donde actúa para el Liceo Artístico y Literario (Almería); otra en Sevilla, dicha ciudad logra impresionarle a nivel artístico. "Usted no me había prevenido suficientemente sobre las maravillas de Sevilla […]", declara Franz Liszt en una carta anónima.
Después de dar un concierto para el Liceo Artístico y Literario y otros tres en el Teatro Principal, el 13 de enero abandona la ciudad para dirigirse a Lisboa. En las seis semanas que dura su estancia, conoce a la reina María II de Portugal y a los músicos locales, además toca exclusivamente para la reina en el Palacio Nacional de Ajuda.
Su siguiente destino fue Gibraltar, viajó en barco desde el puerto de Lisboa. El 4 de marzo da un concierto en la plaza inglesa, y unos días después viajaría a Málaga donde ofrecería un solo concierto el 12 de marzo.
Después se dirigió a la ciudad de Valencia donde ofreció tres conciertos públicos, todos ellos realizados en el Teatro Principal (Valencia). Un dato a destacar es que el tercer concierto el repertorio que realizaba era a petición de los espectadores, por este motivo en una de las opiniones de Josep Maria Busqué dice "el viaje del músico romántico tuvo que influir en la vida artística del país, dominada por la música de salón, que contrastó con el concierto más moderno y libre que proponía Liszt." 
Su última estancia en España fue el 4 de abril en Barcelona, ofreció seis conciertos que tuvieron lugar en la Sociedad Filarmónica y en el Teatro Nuevo.
Su gran aportación histórica a la música se resume en que amplió los medios de la escritura musical y la interpretación del instrumento del piano e impulsó la música que  se crea por diferentes motivos extramusicales.